# Bellator 209
Bellator 209: Pitbull vs. Sanchez è stato un evento di arti marziali miste tenuto dalla Bellator MMA il 15 novembre 2018 alla Menora Mivtachim Arena di Tel Aviv in Israele.

## Risultati
|                                        | Divisione             |                     |           |                    | Metodo                                      | Round     | Tempo     | Premio    |
| Main Card                              | Main Card             | Main Card           | Main Card | Main Card          | Main Card                                   | Main Card | Main Card | Main Card |
| -------------------------------------- | --------------------- | ------------------- | --------- | ------------------ | ------------------------------------------- | --------- | --------- | --------- |
| Sfida valida per il titolo di campione | Pesi piuma            | Patrício Freire (c) | batte     | Emmanuel Sanchez   | Decisione unanime (48–46, 48–47, 48–47)     | 5         | 5:00      |           |
|                                        | Pesi welter           | Ryan Couture        | batte     | Haim Gozali        | Decisione unanime (29–27, 30–27, 30–26)     | 3         | 5:00      |           |
|                                        | Pesi mediomassimi     | Vadim Nemkov        | batte     | Phil Davis         | Decisione non unanime (29–28, 28–29, 29–28) | 3         | 5:00      |           |
|                                        | Pesi piuma femminili  | Olga Rubin          | batte     | Cindy Dandois      | Decisione unanime (29–27, 30–26, 30–27)     | 3         | 5:00      |           |
|                                        | Pesi massimi          | Adam Keresh         | batte     | Kirill Sidelnikov  | KO (calcio alla testa e pugni)              | 1         | 1:12      |           |
| Card Preliminare                       |                       |                     |           |                    |                                             |           |           |           |
|                                        | Pesi welter           | Jamil Ibragimov     | batte     | Jackie Gosh        | KO tecnico (pugni)                          | 1         | 1:36      |           |
|                                        | Pesi piuma            | Sidemar Honorio     | batte     | Liudvik Sholinian  | Decisione unanime (30–26, 30–26, 30–26)     | 3         | 5:00      |           |
|                                        | Pesi piuma            | Denis Palancica     | batte     | Kirill Medvedovsky | Decisione unanime (29–27, 29–28, 29–28)     | 3         | 5:00      |           |
|                                        | Pesi leggeri          | Aviv Gozali         | batte     | Anton Lazebnov     | Sottomissione (armbar)                      | 1         | 4:25      |           |
|                                        | Pesi welter           | Khonry Gracie       | batte     | Ron Becker         | Decisione unanime (30–27, 29–28, 29–28)     | 3         | 5:00      |           |
|                                        | Pesi paglia femminili | Viktoria Makarova   | batte     | Yulia Sachkov      | KO tecnico (pugni)                          | 1         | 2:38      |           |
|                                        | Pesi piuma            | Andrey Barberoshe   | batte     | Honor Kelesh       | Decisione unanime (29–28, 30–27, 30–27)     | 3         | 5:00      |           |
|                                        | Pesi welter           | Christos Nicolaou   | batte     | Fadi Haiyadre      | KO tecnico (pugni)                          | 1         | 4:48      |           |
|                                        | Pesi welter           | Shimon Smotritsky   | batte     | Matan Levi         | Decisione unanime (29–28, 30–27, 30–27)     | 3         | 5:00      |           |
|                                        | Pesi piuma            | Itzik Rubinov       | batte     | Ion Pop            | Decisione unanime (29–28, 29–28, 29–28)     | 3         | 5:00      |           |
|                                        | Pesi mediomassimi     | Nika Ben Tuashy     | batte     | Nisim Rozalis      | KO tecnico (pugni)                          | 1         | 0:47      |           |